# Fitim Makashi
Fitim Makashi (ur. 10 kwietnia 1944 w Gjirokastrze) – albański aktor.

## Życiorys
W latach 1963–1967 studiował na wydziale aktorskim Instytutu Sztuk w Tiranie. Od 1978 pracował w Teatrze Ludowym (alb.: Teatri Popullor), a także jako wykładowca w Instytucie Sztuk. Na dużym ekranie zadebiutował w 1967 niewielką rolą marynarza w filmie Duel i heshtur. Zagrał 11 ról w albańskich filmach fabularnych.
Jest żonaty (żona Drita jest śpiewaczką). Syn Fitima Makashiego, Redon jest znanym w Albanii piosenkarzem.

## Role filmowe
- 1967: Duel i heshtur jako marynarz
- 1968: Prita jako strzelec karabin maszynowego Sulo
- 1969: Njesit gueril jako Vildani
- 1972: Ndergjegja jako Petro Mara
- 1975: Rrugicat që kërkonin diell jako Xani
- 1976: Ilegalet jako Astrit
- 1980: Intendenti jako intendent
- 1981: Gjurme ne kaltersi jako Musa
- 1985: Tre njerez me guna jako Bariu Xhemo
- 1987: Romeo dhe Xhuljeta jako książę
- 1991: Vdekja e kalit jako komendant Vangjel
- 1990: Shpella e piratevet jako Niko Dabo